# Congo (danse)
Pour les articles homonymes, voir Congo.
 (septembre 2013).
Si vous disposez d'ouvrages ou d'articles de référence ou si vous connaissez des sites web de qualité traitant du thème abordé ici, merci de compléter l'article en donnant les références utiles à sa vérifiabilité et en les liant à la section « Notes et références ».
Le congò est une danse traditionnelle de Gascogne. C'est une danse à figures inspirée de la contredanse anglaise. D'abord réservé aux classes aisées, le congò est ensuite arrivé dans les milieux plus modestes, et est encore aujourd'hui dansé dans les bals traditionnels. Il se danse généralement sur un pas de rondeau et en quadrettes, où les couples se font face. Il existe plusieurs chorégraphies de congos selon la zone géographique : 
- congò de Captieux
- congò de Luxey
- congò de Roquefort

## Origine
Le congò trouve son origine dans les contredanses anglaises, appelées country dances (danses de campagne ou du pays, bien que cette traduction soit inexacte). Ces danses, initialement pratiquées à la cour, apparaissent en Angleterre dès le règne d'Élisabeth 1re au XVIe siècle. Cependant, elles n'arrivent en France qu'à la fin du XVIIe siècle grâce à André Lorin (d), un académicien sous Louis XIV. C'est à la fin du XVIIIe siècle qu'elles rencontrent un succès notable en France et à travers toute l'Europe. D'abord réservées à l'aristocratie, ces danses gagnent ensuite les classes populaires, influençant profondément les pratiques chorégraphiques de l'époque. Une innovation importante de ces danses est l'introduction de la « figure », un déplacement des danseurs selon des trajets codifiés, qui transforme des danses traditionnelles comme les bourrées en Aubrac, les jabadaos en Bretagne, et les avant-deux en Poitou, jusque-là structurées de manière plus simple.
Dans le sud-ouest de la France toutefois, il semble que l'arrivée des formes issues de la contredanse n'ait ni modifié les danses préexistantes – les branles (ou rondeaux) en particulier, qui resteront attachés à la configuration en chaîne ouverte – ni mis un terme à leur usage, comme cela a pu être le cas sous d'autres latitudes. Les congòs vont simplement constituer un élément supplémentaire des répertoires autochtones, tout comme le feront à la même époque (fin XVIIIe siècle, première partie XIXe siècle), les quadrilles, eux-mêmes héritiers des pot-pourris de contredanses en vogue à la cour de Louis XVI, adoptés ensuite par les milieux populaires sur la quasi-totalité du territoire de l'hexagone.